# Luqman Hakim Shamsudin
Luqman Hakim Shamsudin (5 maart 2002) is een Maleisische professioneel voetballer die sinds 2020 als aanvaller speelt voor de Belgische eersteklasser KV Kortrijk. Daarnaast speelt Luqman ook voor het nationale voetbalelftal van zijn geboorteland Maleisië.

## Jeugdcarrière
De aanvaller kreeg zijn opleiding bij NFDP in Maleisië, een sportprogramma dat als doel heeft om de Maleisische sport te verbeteren en verder te ontwikkelen.
Luqman Hakim Shamsudin werd door Goal! genoemd als een van de meest getalenteerde tienervoetballers op deze planeet. De Britse krant The Guardian plaatste hem in de top 60 van meest getalenteerde jonge voetballers met geboortejaar 2002.

## Clubcarrière

### KV Kortrijk
Reeds in september 2019 werd al bekend dat de aanvaller KV Kortrijk zou versterken. De ondertekening van het contract gebeurde tijdens een ceremonie met de Maleisische minister van Sport Syed Saddiq Syed Abdul Rahman en Vincent Tan, eigenaar van KV Kortrijk. De speler genoot ook interesse van Newcastle United en Bayer Leverkusen. Hiermee had de club een unicum: Hakim Luqman is de eerste Maleisische speler ooit in België, en bovendien de enige speler uit dat land die voor zijn achttiende al een profcontract tekende.
Het was de bedoeling dat Luqman in maart 2020 de club kon vervoegen, maar dit werd uitgesteld door de coronapandemie die de wereld in de greep hield. De speler werd uiteindelijk op 6 augustus 2020 door de club voorgesteld aan de pers door middel van een filmpje op de facebookpagina van de club. Hij kreeg het rugnummer 9 toegewezen.
Op 4 september 2020 maakte Luqman zijn debuut voor de A-ploeg tijdens een oefenwedstrijd tegen BX Brussels waarin hij de 2-0 scoorde. KV Kortrijk won deze wedstrijd uiteindelijk met 2-1. Op 23 oktober 2020 verkreeg Luqman zijn eerste speelminuten in de Jupiler Pro League in de wedstrijd tegen RSC Anderlecht. KV Kortrijk verloor deze wedstrijd met 1-3.

## Internationale carrière
De speler werd opgeroepen voor verschillende interlands van de U16, U19 en U23 van Maleisië. Luqman Hakim maakte eveneens deel uit van de selectie voor het Aziatisch kampioenschap voetbal onder 16 - 2018 en werd er topscorer.
Het jaar erna werd de speler samen de Maleisische U19-selectie tweedes in het Aziatische kampioenschap voetbal onder 18 - 2019.
In mei 2021 werd Luqman voor de eerste maal opgeroepen voor het Maleisisch voetbalelftal voor de vriendschappelijke wedstrijd tegen Bahrein en kwalificatiewedstrijden voor het Wereldkampioenschap voetbal van 2022 tegen de Verenigde Arabische Emiraten, Vietnam en Thailand. Luqman maakte zijn debuut op 28 mei in de vriendschappelijke wedstrijd tegen Bahrein. Deze match werd verloren door Maleisië met 2-0.